# Proletarskaja (metropolitana di San Pietroburgo)
Proletarskaja in russo Пролетарская? è una stazione della Linea Nevsko-Vasileostrovskaja, la Linea 3 della metropolitana di San Pietroburgo. È stata inaugurata il 10 luglio 1981 e, dopo lavori di ristrutturazione, riaperta nel novembre 2006.